# Хозарська мова
Хозарська мова — мертва мова хозарів. Належить до тюркських мов, імовірно, до булгарської групи.
Текстів не виявлено. Відомо три твори хозарського походження, написаних давньоєврейською мовою, що нею послуговувалась еліта, яка сповідувала юдаїзм (див. єврейсько-хозарське листування, Київський лист). Самі хозари користувалися різновидом рунічної писемності, що відома по окремих епіграфічних написах, але поки не дешифрована.

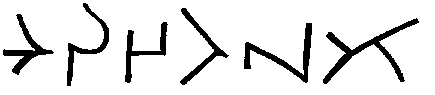
Тюркська абетка, використана в Київському листі

З іншомовних письмових джерел (насамперед арабських і візантійських) відомо близько 60 хозарських особистих імен і кілька географічних назв. Серед них виділяються окремі іменники, наприклад, bulan — «лось», čiček — «квітка», прикметники: alp — «доблесний», позначення кольорів: sār — «білий», sārïg — «жовтий» тощо. Більшість неюдейських імен і титулів — тюркські. Висновок про належність хозарської до булгарської підгрупи, яка, у свою чергу, є найархаїчнішою серед західних тюркських мов, базується на аналізі слова «Саркел», що вважається еталонним (тобто достовірно не запозиченим) і має характерні ознаки цієї гілки (ротацизм і ламбдаїзм); а також на свідченні арабських авторів ал-Істахрі та Ібн-Хаукаля, що відзначали схожість мов булгарів і хозарів з одного боку, і несхожість хозарської мови з говірками інших тюрків — з іншого.
Із сучасних мов найближча до хозарської — чуваська.